# Westminsterschlag
| Eine WAV-Datei mit dem 12-Uhr-Westminsterschlagⓘ |

Der Westminsterschlag ist ein  Thema, welches von vielen Uhren für den Viertelstundenschlag und in Spielwerken benutzt wird. Namensgebend ist Westminster Palace mit dem bekannten Elizabeth Tower, der Big Ben beherbergt. Er ist auch als Westminster Quarters, Westminster Chimes oder nach seiner Herkunft als Cambridge Chimes bekannt.

## Beschreibung
Die Melodie besteht aus fünf verschiedenen Permutationen von vier Tönen und ist in E-Dur gestimmt.
Der Westminsterschlag besteht  aus den Tönen h0, e1, fis1 und gis1.
Die Permutationen sind:
1. gis1, fis1,   e1, h0
2. e1, gis1, fis1, h0
3. e1, fis1, gis1, e1
4. gis1,   e1, fis1, h0
5. h0, fis1, gis1, e1

gespielt als drei Viertelnoten und eine halbe Note. Zu jeder vollen Viertelstunde wird eine andere Abfolge dieser Permutationen gespielt:
| Viertelstunde:     | (1)                                                                                                   |
|                    | Die Audiowiedergabe wird in deinem Browser nicht unterstützt. Du kannst die Audiodatei herunterladen. |
| Halbe Stunde:      | (2) (3)                                                                                               |
|                    | Die Audiowiedergabe wird in deinem Browser nicht unterstützt. Du kannst die Audiodatei herunterladen. |
| Dreiviertelstunde: | (4) (5) (1)                                                                                           |
|                    | Die Audiowiedergabe wird in deinem Browser nicht unterstützt. Du kannst die Audiodatei herunterladen. |
| Volle Stunde:      | (2) (3) (4) (5)                                                                                       |
|                    | Die Audiowiedergabe wird in deinem Browser nicht unterstützt. Du kannst die Audiodatei herunterladen. |

Mit anderen Worten werden innerhalb einer Stunde zwei vollständige Zyklen dieser Permutationen gespielt. Für das Schlagwerk der Uhr hat dies den Vorteil, dass im Mechanismus, der den Hammer bewegt, nur fünf Sequenzen gespeichert sein müssen. Der Mechanismus spielt dann in jeder vollen Stunde zwei volle Durchläufe dieser fünf Sequenzen. Die erste und die dritte Viertelstunde endet auf der fünften Stufe (H), während die zweite und die vierte Viertelstunde (halbe und volle Stunden)  auf dem Grundton (E) enden. Dies erzeugt den sehr überzeugenden musikalischen Eindruck, welcher stark zur Beliebtheit des Westminsterschlags beigetragen hat.
Dem Schlag zur vollen Stunde folgt ein Schlag zur Angabe der Uhrzeit (ein Schlag für ein Uhr, zwei Schläge für zwei Uhr usw.). Dieser Stundenschlag wird bei der Turmuhr des Palace of Westminster von der fünften, größeren Glocke (dem „Big Ben“, e0) geschlagen.

## Geschichte
Von dieser Melodie wird behauptet, sie sei eine Variation der vier Noten aus den Takten 5 und 6 der Arie I Know That My Redeemer Liveth aus Messias von Georg Friedrich Händel. Deshalb wird die Melodie auch in dessen Geburtsstadt Halle (Saale) von den Uhrglocken des Roten Turms gespielt. Die Uhrenmelodie wurde 1793 für eine neue Uhr der Church of St Mary the Great, der Universitätskirche der Universität Cambridge, geschrieben. Es ist nicht klar, wer die Melodie komponiert hat: Den Auftrag bekam der Jurist Joseph Jowett, doch er wurde möglicherweise vom Musiker John Randall (1715–1799) oder von dessen Schüler William Crotch (1775–1847) unterstützt.
Mitte des 19. Jahrhunderts wurde die Melodie für die Turmuhr des Palace of Westminster (wo Big Ben hängt) übernommen. Sie ist heute möglicherweise die meistverwendete Melodie für Uhren. Die Melodie wird auch für viele Türklingeln und Schulglocken verwendet, dabei aber häufig elektronisch erzeugt.

## Text
Traditionell hat die Melodie folgenden Text: 
| O Lord our God Be Thou our guide That by Thy help No foot may slide. | Oh Herr unser Gott Sei du unser Begleiter Dass durch deine Hilfe Kein Fuß ausgleiten möge. |

Eine weitere Variante lautet: 
| O Lord our God Be Thou our guide So by Thy power No foot shall slide. | Oh Herr unser Gott Sei du unser Begleiter Damit durch deine Kraft Kein Fuß ausgleiten soll. |

Folgender Text wird von den Pfadfinderinnen im Vereinigten Königreich am Ende eines Wichteltreffens gesungen: 
| Oh Lord our God Thy children call Grant us Thy peace And bless us all. | Oh Herr unser Gott Deine Kinder rufen Schenke uns deinen Frieden Und segne uns alle. |

Die Inschrift im Glockenraum von Big Ben lautet:
| All through this hour Lord, be my guide And by Thy power No foot shall slide. | In dieser Stunde Herr, sei mein Begleiter Und durch deine Kraft Soll kein Fuß ausgleiten. |

## Verwendende Turm-Uhren
Die Melodie des Westminsterschlags ist in vielen anderen Uhren verwendet worden:

### Nicht-Sakrale Bauten
- Ferry Building in San Francisco im US-Bundesstaat Kalifornien
- Glockenspiel (Essen), alle Viertelstunde, denkmalgeschützt
- Haus Schulte-Witten in Dortmund
- Haus des Glockenspiels in Bremen
- Kieler Rathaus in Schleswig-Holstein, alle Viertel-Stunde
- Rathaus Balingen in Baden-Württemberg
- Nationalfriedhof Arlington im US-Bundesstaat Virginia
- Weltzeituhr zu Münster

### Nicht-Katholische Kirchen
- Herz-Jesu-Kirche (München)
- Stadtkirche Bruchsal
- Evangelische Kirche Hassel
- Evangelische Kirche (Wirberg)
- Thomaskirche im Gut
- Kleinenbremen
- Frauenkirche (Meißen)
- Gedächtniskirche der Protestation (Speyer)
- Martin-Luther-Kirche (Aufenau)

### Katholische Kirchen
- All Saints Church (Maidstone)
- Freisinger Domglocken
- Groß St. Martin
- Pfarrkirche St. Marien (Güstrow)
- Roter Turm (Halle (Saale)), Glockenturm der (abgerissenen) Marienkirche
- St-Donatien-St-Rogatien (Nantes)
- St. Christophorus (Frankfurt am Main)
- St. Erasmus (Wernau)
- St. Eusebius (Grenchen)
- St. Medardus (Mutterstadt)
- St. Nikolaus (Kessenich)
- St. Pankratius (Gescher)
- St. Peter (München)
- St. Stephanus (Beckum)
- St. Ursula (Oberursel)
- St. Ulrich (Wurmsham)

## Musikalische Bezüge
Unter den vielen musikalischen Werken, die den Westminsterschlag ausdrücklich zitieren, sind:
- Carillon de Westminster für Orgel von Louis Vierne mit einer etwas veränderten Melodie
- A London Symphony von Ralph Vaughan Williams, zitiert die Viertel zu Beginn und zum Ende seines Stücks (nach diesen Zitaten zu schließen wäre von Anfang bis Ende nur eine Viertelstunde vergangen, die tatsächliche Aufführungsdauer der Sinfonie ist aber deutlich länger)
- The Westminster Waltz, ein Stück Unterhaltungsmusik von Robert Farnon aus dem Jahr 1956 zitiert in ähnlicher Weise mehrfach die Glockenschläge
- Die Titelmelodie der Comedy-Serie Yes Minister basiert auf dem Westminsterschlag
- 2012 produzierte das Dance-Projekt Finger & Kadel eine Electro-House-Platte, die auf der Melodie basiert („Heiliger Bimbam“).
- Scott Routenberg variiert die Tonfolge in seinem Stück Tempus Fugit (Album Every End Is A Beginning, 2017)
- In seinem Lied Lieber kleiner Silvestertag (2013) vertont Reinhard Mey die als Zwischenteil ausgewiesene Textstelle „Beim Glockenschlag um Mitternacht / kommt, kleiner Tag, die letzte Schlacht“ mit der Melodie des Westminsterschlages (Permutationen 4-5-4-5 nach obigem Notenbild).
- Timepiece op. 16 (1972) von Paul Patterson
- zu Beginn des Reekviem des estnischen Komponisten Cyrillus Kreek wird in dem Requiem von 1927 das Motiv durch Hörner angedeutet